# Opisthograptis mimulina
Opisthograptis mimulina är en fjärilsart som beskrevs av Butler 1886. Opisthograptis mimulina ingår i släktet Opisthograptis och familjen mätare. Inga underarter finns listade i Catalogue of Life.